# 농민 인터내셔널

크레스틴테른의 레터헤드.

농민 인터내셔널(러시아어: Крестьянский Интернационал), 약칭 크레스틴테른(러시아어: Крестинтерн)은 공산주의 인터내셔널(코민테른) 산하에 설치된 국제농민기구였다. 1923년 10월 설치되었다. 동유럽과 아시아의 급진적 농민정당들과의 통일전선을 구축하려는 목적으로 만들어졌으나 큰 성공을 거두지 못했다. 1920년대 불가리아, 유고슬라비아, 중국에서 실패를 거듭한 뒤 1939년 해산되었다.

## 가맹 단체
농민 인터내셔널은 공산주의 인터내셔널에 가입한 공산당과 연계된 농민조합들로 구성되었다. 농민 인터내셔널에 가입한 정당은 다음과 같다.
- 전소련소작농연합
- 중화전국농민협회
- 몽골농업인동맹
- 폴란드농민조총연맹
- 불가리아농민동맹
- 유고슬라비아농민동맹

## 같이 보기
- 국제농본주의사무국